# Funk Masters
Funk Masters — об'єднання ді-джеїв стилю drum'n'bass. Об'єднавшись у травні 2003 року, ді-джеї MaxNRG, Derrick, Tonika та Qsto розпочали діяльність, спрямовану на розвиток drum'n'bass-культури в Україні.
В активі: організація вечірок DRUM'N'BASS SESSION у Львові та Києві, перша компіляція української drum'n'bass-музики, спільний мікстейп, перший jungle-трек з українським раггамуфіном. Представник першого українського drum'n'bass-журналу «DNB Culture» у Києві
Завдяки плідній праці Україна вперше побачила виступи зірок світової drum'n'bass сцени: LTJ Bukem & MC Conrad, London Elektricity, Teebee, Calyx, Future Prophecies (Live), Klute, Noisia, Technical Itch, Dylan, Logistics, Nu:Tone, Commix, Paradox (Live), Seba, Electrosoul System, Limewax, Unknown Error, Commix, Icicle, Muffler, CLS & Wax.
- 2002 — компакт-диск MaxNRG — «Dead Voice» (ВИРУС Production) став першим українським drum'n'bass альбомом, що дав поштовх до започаткування компіляцій «UA DRUMANDBASS».

- 2003 — для підтримки вечірок створено тематичний сайт dnb.in.ua [Архівовано 26 травня 2006 у Wayback Machine.], який з часом переріс у глобальний портал про драм'н'бейс в Україні — dnb.in.ua [Архівовано 26 травня 2006 у Wayback Machine.].

Також відкрито першу в Західній Україні школу професійного ді-джеїнгу «ParaDek», яка стала місцем для самореалізації молодих талантів. Aleftin, M.Justa, Insane, Belkin, Iden, Unders — далеко неповний список випускників, котрі вже здобули авторитет серед клубної молоді країни і продовжують досягати успіхів на сцені.
- 2006 — Funk Masters створили лейбл «DNBSESSION MUSIC» для випуску власної музики та матеріалу інших вітчизняних електронних музикантів. Leftie, Piston, RiddimSkatah — нові імена, які дебютували саме на «DNBSESSION MUSIC».

- 2008 — прорив на світову драм'енд'бейс сцену — 14 квітня на престижному британському лейблі «DEFCOM Records» Вийшов CD-mix «Two Swords» від Kryptic Minds, до якого увійшли треки Derrick & Tonika — «Lhotse», Sunchase & Derrick — «Cambodja». Готується до випуску вінілова платівка з цими творами на «OSIRIS Music UK».

## Офіційні релізи
2002
- Марія Бурмака — I Am [Sale Records, NAC CD082] 20.09.2002 (remixes)
- MaxNRG — Dead Voice [ВИРУС Production, CVP-001-2]. Це перший в Україні альбом авторської drum'n'bass музики. 01.12.2002
- VA — Актуальные танцы [Moon Records, MNCD-165]

2003
- Танок на Майдані Конго — ReФорматЦія [Artur Music CD-160] 07.03.2003 (remixes)
- «Drum and Bass Session» mixed by Funk Masters [ВИРУС Production, VP-079-2] 13.06.2003
- «Drum and Bass Juice mixed» by DJ Tonika [ВИРУС production, VP-085-2] 29.12.2003

2004
- «New Jump» mixed by DJ Derrick [ВИРУС production, VP-089-2] 02.03.2004
- "Дай-но мені BASS! " mixed by MaxNRG [ВИРУС Production, VP-110-2] 22.10.2004
- VA — UA DRUMANDBASS vol.1 [ВИРУС Production, CVP-005-2] 08.12.2004

2005
- «Sweet Drum & Bass» mixed by DJ Tonika [ВИРУС production, VP-129-2] 05.04.2005
- «Gargamel, The Dark Side of Drum'n'Bass» mixed by DJ Derrick [ВИРУС production, VP-139-2] 27.07.2005
- VA — Energy Source [PRIDE Recordings, PRD001] 07.11.2005

2006
- «Рухаймо Jungle Massive!» mixed by MaxNRG [ВИРУС Production, VP-162-2] 01.01.2006
- «DRUMandBASS Game» mixed by DJ Derrick & DJ Tonika [White Label] 01.05.2006
- «70 Minutes of Hapiness» mixed by DJ Tonika [Енергетика] 30.05.2006
- Infuzoria — «Supermarket LP» mixed by MaxNRG [DNBS001CD] 19.09.2006
- VA — UA DRUMANDBASS vol.2 [ВИРУС production, VM-021-2] 01.07.2006
- VA — UA DRUMANDBASS vol.3 [JRC] 01.11.2006

2007
- VA — UA DRUMANDBASS vol.4 [DNBSESSION MUSIC, DNBS002CD] 01.08.2007
- DRUMANDBASSSISTA mixed by DJ Tonika [DNBSESSION MUSIC, DNBS003CD] 01.11.2007

2008
- Kind Of Zero — Happy People [DNBSESSION MUSIC, DNBS006CD] 22.02.2008 (remixes)
- VA — UA DRUMANDBASS vol.5 [DNBSESSION MUSIC, DNBS004CD] 09.05.2008